# Ernst Lindenborn
Ernst Rudolf Lindenborn (* 7. Juni 1891 in Sonneberg; † 23. September 1964 in Berlin) war ein deutscher Gymnasiallehrer und Pädagoge sowie evangelischer Geistlicher und Autor. Er war von 1923 bis 1948 Lehrer am Französischen Gymnasium Berlin und leitete 1948 übergangsweise als Direktor die Pädagogische Hochschule Berlin nach dem Rücktritt Wilhelm Blumes.

## Leben

### Werdegang
Ernst Lindenborn, Sohn des in Rotterdam tätigen Exportkaufmanns Jean Lindenborn († 1919) und seiner Frau Luise, verbrachte seine Jugend in Frankfurt am Main, Rotterdam und Antwerpen, wo er seine Reifeprüfung 1911 an der Allgemeinen Deutschen Schule ablegte, einer Oberrealschule, deren Geschichte er 1929 als wissenschaftliche Arbeit veröffentlichte. Das Latinum und Graecum holte er am Luisengymnasium Berlin nach. Anschließend begann er ein Architekturstudium an der Technischen Hochschule Charlottenburg, studierte dann aber ab Frühjahr 1912 Deutsche Philologie, Geschichte, Philosophie und Theologie an der Friedrich-Wilhelms-Universität Berlin.

### Kriegsteilnahme
Beim Ausbruch des Ersten Weltkriegs meldete er sich als Kriegsfreiwilliger und war als Soldat eines Reserve-Infanterie-Regiments und später einer Landsturm-Einheit von 1914 bis 1918 an der Westfront eingesetzt. Er wurde im März 1916 Unteroffizier und am 20. April 1917 mit dem Eisernen Kreuz II. Klasse ausgezeichnet und diente zuletzt bei einem Etappen-Hilfs-Bataillon.

### Pädagoge
Nach dem Krieg trat er 1919 in den preußischen Schuldienst ein, beendete sein Studium und schloss die Fächer Deutsch, Religion und Hebräisch im Mai 1920 ab. Anschließend verbrachte er das Seminarjahr am Schiller-Realgymnasium in Charlottenburg. Es folgten Zusatzprüfungen in Philosophie (1921) und Geschichte (1922). Nach den Jahren als Referendar in Berlin und Assessor in Eberswalde holte ihn sein Schulleiter aus Antwerpener Tagen, Bernhard Gaster, ans Französische Gymnasium in Berlin, wo Lindenborn im Oktober 1926 seine Festanstellung und die Ernennung zum Studienrat erhielt und bis 1948 unterrichtete. IM Jahre 1924 wurde er Mitglied der Berliner Freimaurerloge Zur Verschwiegenheit.
Während der Zeit des Nationalsozialismus beteiligte er sich nicht aktiv am Widerstand, gab vielen seiner Schüler aber durch seine humanistische Orientierung auch einen politischen Halt. So nutzte er im Unterricht die Schriften der Weimarer Klassik und das Beispiel der Hugenottenverfolgung in Frankreich immer wieder, um seine Schüler zu eigenständigem Denken anzuregen und sie in einer kritischen Einstellung zum Nationalsozialismus zu bestärken. Beispielsweise  erläuterte Lindenborn Ende 1942 im Erdkundeunterricht einmal die strategische und symbolische Bedeutung von Stalingrad und vermittelte seinen Schülern im Gespräch seine Zweifel an einem Sieg in der laufenden Schlacht und einem baldigen Ende des Krieges. Diese Äußerungen verbreiteten sich schnell unter den Schülern und Kollegen. Lindenborn erhielt zwar am gleichen Tag für 14 Tage Unterrichts- und Hausverbot, konnte aber danach seine Lehrtätigkeit ohne Einschränkungen fortsetzen.
Einige Schüler erinnerten sich später mit großer Dankbarkeit und Anerkennung an ihren Lehrer, so z. B. Dieter Claessens, Lucien Goldschmidt, Hartmut von Hentig, Albert Otto Hirschman und Hans Schwab-Felisch.
Sofort nach Kriegsende sammelte er zusammen mit seinen Kollegen Heinrich und Koch die noch verbliebenen oder zurückgekehrten Schüler und unterrichtete sie im Französischen Dom, bis das Gymnasium unter der Leitung von Kurt Levinstein wieder als Schule zugelassen wurde.
Noch während der letzten Jahre als Lehrer unterrichtete er bereits in enger Zusammenarbeit mit Wilhelm Blume als Dozent für Didaktik der französischen Sprache an der PH Berlin. Als 1948 ein Teil der Studenten aus Protest gegen die kommunistische Indoktrination in den amerikanischen Sektor umgezogen waren, baute er übergangsweise als kommissarischer Rektor die Pädagogische Hochschule in Berlin-Lankwitz auf, bis 1949 Wilhelm Richter an die Spitze gewählt wurde. Bis 1956 lehrte er dort weiter als Fachdidaktiker.

### Kirchliches Wirken
Lindenborn war durch seine Mutter Luise, geb. Raps, der Reformierten Kirche verbunden und trat 1931 in die Berliner Gemeinde ein, blieb aber während der NS-Zeit ein eher passives Mitglied. Er hatte enge Verbindungen zur Bekennenden Kirche und schloss noch während der Kriegsjahre sein Theologiestudium ab. Im Juli 1945 wurde er als Pfarrer ordiniert und übernahm die hugenottische Louisenstadt-Paroisse in Berlin-Mitte. Im November 1949 gehörte Lindenborn zu den Gründungsmitgliedern der Gesellschaft für christlich-jüdische Zusammenarbeit in Berlin.
Im Dezember 1961 weihte Lindenborn den Coligny-Saal der Reformierten Gemeinde in Halensee ein.

## Ehrungen
Anlässlich seines 70. Geburtstags wurde er im Juli 1961 mit dem Großen Verdienstkreuz der Stadt Berlin geehrt.

## Schriften (Auswahl)
- Geschichte einer deutschen Auslandsschule (Antwerpen). Entstehen, Aufstieg, Untergang. Wolfenbüttel 1929
- Glaubenstreue. Festspiel zum 250. Jahrestag des Edikts von Potsdam. Berlin 1935
- Résister, Hugenottenschicksal. Verlag Paul Spengler, Berlin 1939
- Dauer und Wechsel. Festspiel zum 250jährigen Bestehen des Französischen Gymnasiums. Berlin 1939
- Kleines Calvin-Brevier.
- Coligny. Der Schwertträger Gottes. Ein Leben in Bildern. Quadriga-Verlag, Berlin, 1985
- Aufsätze in: Der Deutsche Hugenott. Zeitschrift für die Mitglieder des Deutschen Hugenotten-Vereins e.V.
- diverse Artikel in: Kirchliche Nachrichten für die Französisch-Reformierte Gemeinde in Groß-Berlin und in Die Hugenottenkirche. Monatsschrift des Consistoriums der Französischen Kirche zu Berlin